# Petr Bříza
Petr Bříza (né le 9 décembre 1964 à Prague en Tchécoslovaquie aujourd'hui ville de République tchèque) est un joueur professionnel de hockey sur glace. Il a également été international pour la Tchécoslovaquie puis pour la République tchèque. Il est actuellement le directeur général du HC Sparta Prague.

## Carrière

### Carrière en club
Il commence sa carrière professionnelle de gardien de but en 1981 au sein d'un des clubs de sa ville natale, le Slavia IPS Praha. Le club évolue alors dans la 1. liga, le premier échelon tchécoslovaque. Il ne joue que deux saisons avant de quitter la capitale et de rejoindre le sud de la Bohême et le club du TJ Motor České Budějovice. En 1985, il intègre l'effectif du HC Dukla Jihlava champion en titre mais il ne parvient pas pour autant à décrocher un titre de champion. Il y joue deux nouvelles saisons avant de retourner avec České Budějovice pour deux saisons de plus.
Il joue en 1989-90 pour un autre club de la capitale, le Sparta ČKD Praha et décroche enfin son premier titre de champion de Tchécoslovaquie. Encore une fois, il ne reste pas longtemps au sein de l'effectif du club plus qu'il n'y joue encore une fois qu'une nouvelle saison avant de quitter le club et la Tchécoslovaquie. Il est tout de même sélectionné à l'issue de la saison 1990-91 dans l'équipe type de la saison malgré la sixième place de son équipe lors de la saison régulière.
Il rejoint à l'aube de la saison 1991-92, la Finlande et l'équipe du Lukko Rauma qui évolue dans la division élite, la SM-liiga. L'équipe perd en demi-finale des séries mais il est tout de même une nouvelle fois sacré meilleur gardien du championnat et dans l'équipe type de la saison. Il va être également sélectionné dans l'équipe type après la saison 1992-93 mais son équipe ne parvient alors pas à passer le premier tour des séries.
Il quitte la Finlande pour rejoindre l'Allemagne en signant dans le club de la 1. bundesliga : Landshut Cannibals. Élu meilleur joueur du mois de décembre 1993, il va jouer jusqu'en 1999 dans le championnat allemand. En 1997-98, il est élu dans l'équipe type de la saison alors que son équipe perd en demi-finale des séries.
À la suite de son départ de l'équipe allemande, il décide de revenir jouer avec le Sparta Prague qui depuis la partition de la Tchécoslovaquie évolue dans l'Extraliga. Dès son retour dans son pays, il va faire parler de lui en permettant à son équipe de remporter le titre de champion de Tchéquie, le premier de l'histoire du club dans la nouvelle ligue. Il réalise, entre autres, une très bonne série en réalisant deux blanchissages en finale contre le HC Vsetín. Il va être alors élu meilleur joueur des séries et meilleur gardien de la saison. Il remporte par la suite un autre titre en 2002 puis encore un dernier en 2006 alors qu'il est âgé de 41 ans. En 2006, il réalise une très bonne saison avec 95,2 % d'arrêts et un blanchissage pour son dernier match en tant que joueur contre l'équipe de ses débuts, le Slavia Prague. Une nouvelle fois, il est élu meilleur gardien mais également meilleur joueur des séries et meilleur joueur de la saison. Il met alors fin à sa carrière et devient directeur général du Sparta.

### Carrière internationale
Il est sélectionné pour la première fois pour jouer dans l'équipe de Tchécoslovaquie lors de la Coupe Canada 1987. Il joue alors remplaçant du gardien numéro un : Dominik Hašek. Souvent remplaçant, il joue quelques matchs amicaux et est joue également des matchs du championnat du monde 1990. Lors de cette édition, l'équipe remporte la médaille d'or mais laisse présager des lendemains encore meilleurs.
La saison suivante, il connaît sa première titularisation en tant que gardien lors du championnat du monde mais l'équipe finit à une sixième place décevante.
Le 2 février 1992, il joue son cinquantième match avec la sélection tchécoslovaque lors d'une défaite 3 buts à 1 contre le Canada. Il 
va également jouer ses seconds Jeux olympiques mais les premiers en tant que titulaire et remporte une médaille de bronze. La même année, il remporte également quelques mois plus tard la médaille de bronze au championnat du monde. Il joue au total dans sa carrière 73 matchs avec la Tchécoslovaquie avant sa partition au 1er janvier 1993.
La République tchèque se dote d'une équipe nationale masculine de hockey pour participer aux différentes compétitions internationales. Il joue son premier match sous ses nouvelles couleurs en avril 1993 et remporte son premier match 5-2 contre la Suède. L'équipe va participer par la suite à son premier championnat du monde en Allemagne. Le groupe B dont fait partie l'équipe joue alors ses matchs dans la ville de Dortmund. Les Tchèques dominent le groupe avec quatre victoires et un match nul en cinq rencontres et un total 17 buts inscrits et seulement 4 encaissés. En demi-finale, les Tchèques vont facilement battre les Italiens 8 à 1 mais ils vont chuter en demi-finale contre les Suédois à la suite d'un but de loin venu lors de la prolongation par Thomas Rundqvist. Bříza va faire sa première erreur du tournoi, une erreur qui coûte l'accès à la finale. Il sera tout de même élu meilleur gardien de la compétition avec une médaille de bronze gagnée contre le Canada 5 buts à 1. Il connaît sa dernière sélection sous le maillot tchèque pour une compétition internationale lors de la coupe du monde de 1996 et totalise 33 sélections avec l'équipe.

## Statistiques
Pour les significations des abréviations, voir Statistiques du hockey sur glace.

### Statistiques en club
| Saison    | Équipe                    | Ligue         |    | PJ    | Min | BC    | Moy    | % Arr | Bl | Pun | A |
| 1981-1982 | Slavia IPS Praha          | 1. liga       | -  | -     | -   | -     |        | -     | -  | -   |   |
| 1982-1983 | Slavia IPS Praha          | 1. liga       | -  | -     | -   | -     |        | -     | -  | -   |   |
| 1983-1984 | TJ Motor České Budějovice | 1. liga       | 19 | 937   | 40  | -     |        | -     | -  | -   |   |
| 1984-1985 | TJ Motor České Budějovice | 1. liga       | 16 | 785   | 40  | -     |        | -     | -  | -   |   |
| 1985-1986 | HC Dukla Jihlava          | 1. liga       | 35 | 2 023 | 73  | 801   | 91,65% | -     | -  | -   |   |
| 1986-1987 | HC Dukla Jihlava          | 1. liga       | 38 | 2 275 | 98  | 908   | 90,26% | 1     | -  | -   |   |
| 1987-1988 | TJ Motor České Budějovice | 1. liga       | 42 | 2 265 | 98  | 1 007 | 91,13% | -     | -  | -   |   |
| 1988-1989 | TJ Motor České Budějovice | 1. liga       | 46 | 2 692 | 150 | 1 271 | 89,44% | -     | -  | -   |   |
| 1989-1990 | Sparta ČKD Praha          | 1. liga       | 53 | 3 108 | 137 | 1 379 | 90,96% | -     | -  | -   |   |
| 1990-1991 | Sparta ČKD Praha          | 1. liga       | 33 | 1 818 | 74  | 821   | 91,73% | 5     | -  | -   |   |
| 1991-1992 | Lukko Rauma               | SM-liiga      | 46 | 2 780 | 128 | 1 351 |        | 4     | -  | -   |   |
| 1992-1993 | Lukko Rauma               | SM-liiga      | 50 | 2 963 | 141 | 1 713 |        | 2     | -  | -   |   |
| 1993-1994 | EV Landshut Cannibals     | 1. bundesliga | 44 | 2 573 | 109 | -     |        | 5     | -  | -   |   |
| 1994-1995 | EV Landshut Cannibals     | 1. bundesliga | 41 | 2 339 | 82  | -     |        | 4     | -  | -   |   |
| 1995-1996 | EV Landshut Cannibals     | 1. bundesliga | 50 | 2 407 | 111 | -     |        | 6     | -  | -   |   |
| 1996-1997 | EV Landshut Cannibals     | 1. bundesliga | 48 | 2 877 | 120 | -     |        | 4     | -  | -   |   |
| 1997-1998 | EV Landshut Cannibals     | 1. bundesliga | 48 | 2 708 | 109 | -     |        | 5     | -  | -   |   |
| 1998-1999 | EV Landshut Cannibals     | 1. bundesliga | 38 | 2 191 | 84  | 1063  |        | 2     | -  | -   |   |
| 1999-2000 | HC Sparta Praha           | Extraliga     | 59 | 3 420 | 109 | 1 814 |        | 7     | -  | -   |   |
| 2000-2001 | HC Sparta Praha           | Extraliga     | 64 | 3 765 | 152 | 2 133 |        | 7     | -  | -   |   |
| 2001-2002 | HC Sparta Praha           | Extraliga     | 62 | 3 605 | 137 | 1 990 |        | 6     | -  | -   |   |
| 2002-2003 | HC Sparta Praha           | Extraliga     | 54 | 3 208 | 97  | 1 668 |        | 5     | -  | -   |   |
| 2003-2004 | HC Sparta Praha           | Extraliga     | 62 | 3 602 | 129 | 1 873 |        | 7     | -  | -   |   |
| 2004-2005 | HC Sparta Praha           | Extraliga     | 36 | 2 062 | 82  | 1 011 |        | 2     | 30 | 1   |   |
| 2005-2006 | HC Sparta Praha           | Extraliga     | 42 | 2 405 | 102 | 1 258 | 92,50% | 4     | 52 | 1   |   |

### Statistiques en équipe nationale
| Année | Équipe             | Événement                   | PJ | MIN | BC | ARR | MOY  | %ARR    | BL | A | PUN | Rang | Résultat                    |
| ----- | ------------------ | --------------------------- | -- | --- | -- | --- | ---- | ------- | -- | - | --- | ---- | --------------------------- |
| 1984  | Tchécoslovaquie    | Championnat du monde junior | 4  | 270 | 15 | -   | 3,33 | -       | -  | - | -   | -    | Médaille de bronze          |
| 1987  | Tchécoslovaquie    | Coupe Canada                | 0  | 0   | 0  | 0   | 0    | 0       | 0  | 0 | 0   | 3    | 4e place                    |
| 1988  | Tchécoslovaquie    | Jeux olympiques d'hiver     | 0  | 0   | 0  | 0   | 0    | 0       | 0  | 0 | 0   | 3    | 6e place                    |
| 1989  | Tchécoslovaquie    | Championnat du monde        | 0  | 0   | 0  | 0   | 0    | 0       | 0  | 0 | 0   | 3    | Médaille de bronze          |
| 1990  | Tchécoslovaquie    | Championnat du monde        | 2  | 120 | 10 | -   | 5    | -       | -  | - | -   | 2    | Médaille de bronze          |
| 1991  | Tchécoslovaquie    | Championnat du monde        | 8  | 479 | 23 | -   | 2,88 | -       | -  | - | -   | 1    | 6e place                    |
| 1992  | Tchécoslovaquie    | Championnat du monde        | 8  | 489 | 12 | 140 | 1,47 | 92,10 % | 2  | - | -   | 1    | Médaille de bronze          |
| 1992  | Tchécoslovaquie    | Jeux olympiques d'hiver     | 8  | 419 | 19 | 164 | 2,72 | 89,60 % | 0  | - | -   | 1    | Médaille de bronze          |
| 1993  | République tchèque | Championnat du monde        | 8  | 488 | 10 | 186 | 1,23 | 94,90 % | 2  | - | -   | 1    | Médaille de bronze          |
| 1994  | République tchèque | Championnat du monde        | 4  | 239 | 16 | 112 | 4,01 | 87,50 % | 0  | - | -   | 1    | 7e place                    |
| 1994  | République tchèque | Jeux olympiques d'hiver     | 7  | 381 | 15 | 134 | 2,11 | 89,90 % | 1  | - | -   | 1    | 5e place                    |
| 1995  | République tchèque | Championnat du monde        | 1  | 60  | 2  | 19  | 2    | 90,50 % | 0  | - | -   | 2    | 4e place                    |
| 1996  | République tchèque | Coupe du monde              | 2  | 98  | 7  | 23  | 4,29 | 76,60 % | 0  | - | -   | 2    | Élimination au premier tour |
| 2004  | République tchèque | Coupe du monde              | 0  | 0   | 0  | 0   | 0    | 0       | 0  | 0 | 0   | 3    | Élimination en demi-finale  |